# Neolaphygma leucoplagoides
Neolaphygma leucoplagoides är en fjärilsart som beskrevs av Emilio Berio 1944. Neolaphygma leucoplagoides ingår i släktet Neolaphygma och familjen nattflyn. Inga underarter finns listade i Catalogue of Life.